# Føroya Tele
Føroya Tele P/f [førja ˈteːle] (FT) ist die öffentlich-rechtliche Telekommunikationsgesellschaft auf den Färöern. Es ist gleichzeitig mit 230 Beschäftigten und einem Jahresumsatz von rund 40 Millionen Euro eines der größten Unternehmen des Landes. Sitz ist Hoyvík in der Kommune Tórshavn.
Das Unternehmen hatte 2005 genau 19.286 Festnetz- und 32.763 Mobiltelefonkunden (bei einer Bevölkerung von rund 48.000).

## Geschichte
Im Jahr 1905 wurde die erste Telefonleitung auf den Färöern errichtet. Ólavi á Heygum aus Vestmanna stellte so die Verbindung seines Ortes mit der Hauptstadt Tórshavn her. Bereits im Jahr darauf übernahm das Løgting diese Leitung. Die staatliche Telefongesellschaft erhielt den dänischen Namen Færøernes Amtskommunes Telefonvæsen (Telefonwesen der Amtskommune Färöer) und später Telefonverk Føroya Løgtings (Telefonwerk des Färöischen Lögtings).
1930 waren alle Orte der Färöer an das Telefonnetz angeschlossen. Nach Suðuroy bestand zunächst allerdings nur eine Funkverbindung mit dem Rest des Landes. 1953 bekam Tórshavn die Selbstwahl, die bis 1978 landesweit eingeführt wurde. Ab 1954 existierte eine Funkverbindung mit Dänemark, allerdings nur auf einem Kanal. 1961 verbesserte sich die Situation mit dem Seekabel SCOT-ICE zwischen Schottland, den Färöern und Island (1988 außer Betrieb genommen).
1971 folgte das Seekabel SHEFA zu den Shetland-Inseln als ein Gemeinschaftsprojekt der dänischen Post- og Telegrafvæsenet und British Postoffice. Damit waren 480 Gespräche gleichzeitig und erstmals Selbstwahl ins Ausland möglich.
1987 wurde die Satellitenempfangsanlage in Tórshavn in Betrieb genommen. Der Satellitenfunk war als Absicherung gegen Störungsfälle im Kabelnetz gedacht. Normalerweise liefen aber die allermeisten Gespräche über Kabel.
1993/94 wurde das transatlantische Glasfaserkabel CANTAT-3 von Kanada nach Europa (Großbritannien, Deutschland und Dänemark) verlegt. Dabei wurde auf Abzweigungen nach Island und zu den Färöern geachtet. Das Kabel kommt in Tjørnuvík im Norden der Insel Streymoy an Land. Von dort wurde ein 53 km langes Glasfaserkabel über das Bergland nach Tórshavn verlegt. Im November 1994 wurde die CANTAT-3-Station auf den Färöern in Betrieb genommen. Damit waren sie erstmals direkt mit dem amerikanischen Kontinent verbunden.
Seit 1998 ist das Telefonnetz vollständig digitalisiert und es existiert ein flächendeckendes GSM-Netz für die Mobiltelefonie.
ADSL ist auch auf kleinen Inseln allgemein verfügbar geworden, nachdem 2004 das FARICE-1-Kabel zwischen den Färöern und Island in Betrieb genommen wurde, das weiter nach Schottland reicht. Das CANTAT-3-Kabel wird seitdem nur noch als „Backup“ verwendet, da es den heutigen Anforderungen an Datenmengen nicht mehr genügt.
Im Sommer 2007 wurde ein weiteres unterseeisches Kabel, SHEFA-2 von den Färöern über Shetland und die Orkney nach Schottland verlegt. Føroya Tele war dabei federführend und verschaffte den Shetlandinseln und Orkney damit den ersten Breitbandzugang ins Internet – lange bevor die britische BT Group dies realisieren konnte. Zusammen mit dem FARICE-Kabel stellen diese beiden Kabel die künftige Verbindung der Inseln mit der Außenwelt sicher.
Heute sagt Føroya Tele von sich, dass die Telekommunikation auf einem Niveau sei, die sich mit den fortschrittlichsten Ländern Europas messen lassen könne.
Politisch machte das Unternehmen Schlagzeilen, als es während des Streits um den „Homoparagrafen“ (Diskriminierungsverbot von Homosexuellen) auf den Färöern Ende 2006 eine Stellenanzeige veröffentlichte, in der ohne besondere gesetzliche Verpflichtung betont wurde, dass die sexuelle Orientierung bei der Einstellung keine Rolle spiele.

## Konzern
Das staatliche Telefonverk Føroya Løgtings wurde 1998 in eine öffentlich-rechtliche Aktiengesellschaft überführt. Die Landesregierung der Färöer besitzt 100 % der Aktien. Bereits 1997 wurde ein neues Telekommunikationsgesetz verabschiedet, nach dem der Markt für private Anbieter geöffnet wurde.
Am 30. Juni 2005 wurde Føroya Tele in einen Konzern mit mehreren Tochterfirmen umgewandelt. Dazu gehören der Netzbetreiber FT Net (Kabel, Funk, Anlagen und Gebäude), FT Samskifti (Telekom, Kundendienst), der DVB-T-Anbieter Televarpið (seit 2002, einer der ersten der Welt) und Faroese Telecom International, die den internationalen Markt erschließen soll.
Zusammen mit der Tageszeitung Sosialurin betreibt Føroya Tele das Internetportal portal.fo, die bei weitem am häufigsten besuchte färöische Website.

## Roaming
Neben dem ehemaligen Monopolisten Føroya Tele gibt es seit 1999 den Wettbewerber Vodafone (früher: Kall) als Telekommunikationsanbieter. Føroya Tele hat Roaming-Abkommen mit T-Mobile, Vodafone, E-Plus und O2.